# 432 Park Avenue
432 Park Avenue je rezidenční mrakodrap v newyorském Midtown Manhattanu, který má výhled na Central Park. Je vysoký 425,5 metrů, má 91 pater a nachází se v něm 104 bytů. Na střeše je terasa, uvnitř jsou restaurace, lázně, vinné sklepy, kinosál a konferenční místnosti. Stavba budovy začala v září 2011, dokončena byla 23. prosince 2015, přičemž svého vrcholu dosáhla již 10. října 2014. Budovu navrhla architektonická kancelář SLCW Architects a Rafael Viñolym, investor byl Harry B. Macklowe. Aktuálně se jedná se o pátou nejvyšší budovu New Yorku a třetí nejvyšší obytnou budovu světa.
Budova vyžadovala demolici 495 pokojů původního hotelu Drake, který byl postaven v roce 1926. V roce 2006 koupil hotel investor Harry B. Macklowe za částku 440 milionů dolarů a následný rok jej nechal zbourat. Když byl 432 Park Avenue otevřen, stal se 2. nejvyšší budovou v New Yorku, 3. nejvyšší budovou v USA, 15. nejvyšší budovou na světě a nejvyšší obytnou budovou na světě. Celkové náklady na stavbu činily 1,25 miliard dolarů.

## Výška
Rezidence má v New Yorku nejvýše postavenou střechu a převyšuje tím i One World Trade Center. Budova má rozlohu přibližně 28 000 m2, rozloha apartmánu v posledním patře je 280 m2 a výška stropu 3,8 metru. Mrakodrap má poměr výšky k šířce 1:15, což z něj dělá jeden z nejtenčích mrakodrapů na světě.

## Popis
Návrh konstrukce byl koncipován architektem Rafaelem Viñolym, který byl inspirován odpadkovým košem rakouského designéra z roku 1905. Budova zachází do extrémního minimalismu, její tvary vychází ze čtverce. Půdorys budovy je čtvercový, okna v bytech velká 3x3 metrů jsou také čtvercová. Každé patro má 24 oken rozdělených po šesti na každé straně. Interiéry jsou navrženy společností Deborah Berke a firmou Bentel & Bentel, která rovněž navrhla Eleven Madison Park nebo Gramercy Tavern.
Budovu tvoří železobetonové jádro, ve kterém jsou výtahové šachty a veškeré rozvody. Z jádra ční vyztužený železobetonový skelet, díky kterému nemusí být v bytech umístěny žádné nosníky.

## Interiér
Vybavení budovy zahrnuje golfový trenažér o velikosti 12 metrů, soukromou jídelnu a promítací místnost, bazén dlouhý 22,5 metru, wellness centrum, kinosál a vinné sklepy. Celkem je zde 104 bytů. V nejvyšších patrech jsou byty po jednom, nižší patra mají nejčastěji v jednom patře dva byty.

## Odezvy
Názory na mrakodrap se různí jak mezi profesionály tak laiky. Kvůli strohému designu mnozí pochybují o architektonické hodnotě budovy. Někteří newyorčané kritizují stavbu, neboť se domnívají, že symbolizuje rostoucí náklady na život v New Yorku. Módní konzultant Tim Gunn popsal budovu jako jen tenký sloup, co potřebuje malou čepici. Kritik architektury Justin Davidson zpochybnil tvůrčí hodnotu budovy.

## Fotogalerie

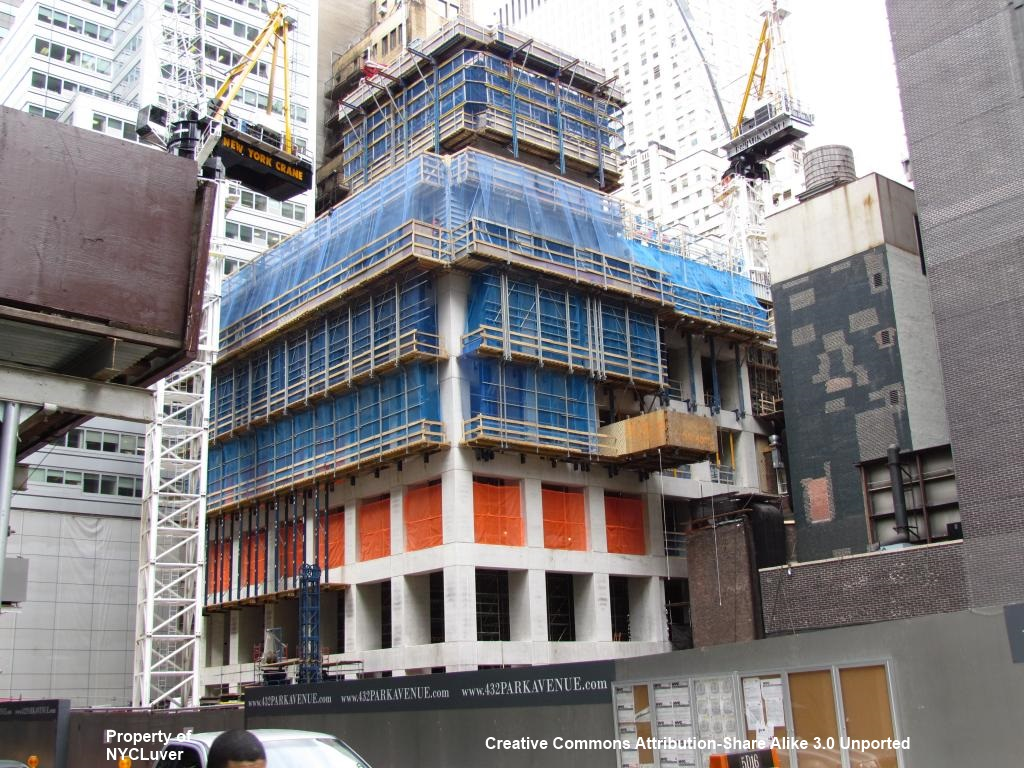
Březen 2013, začátek výstavby
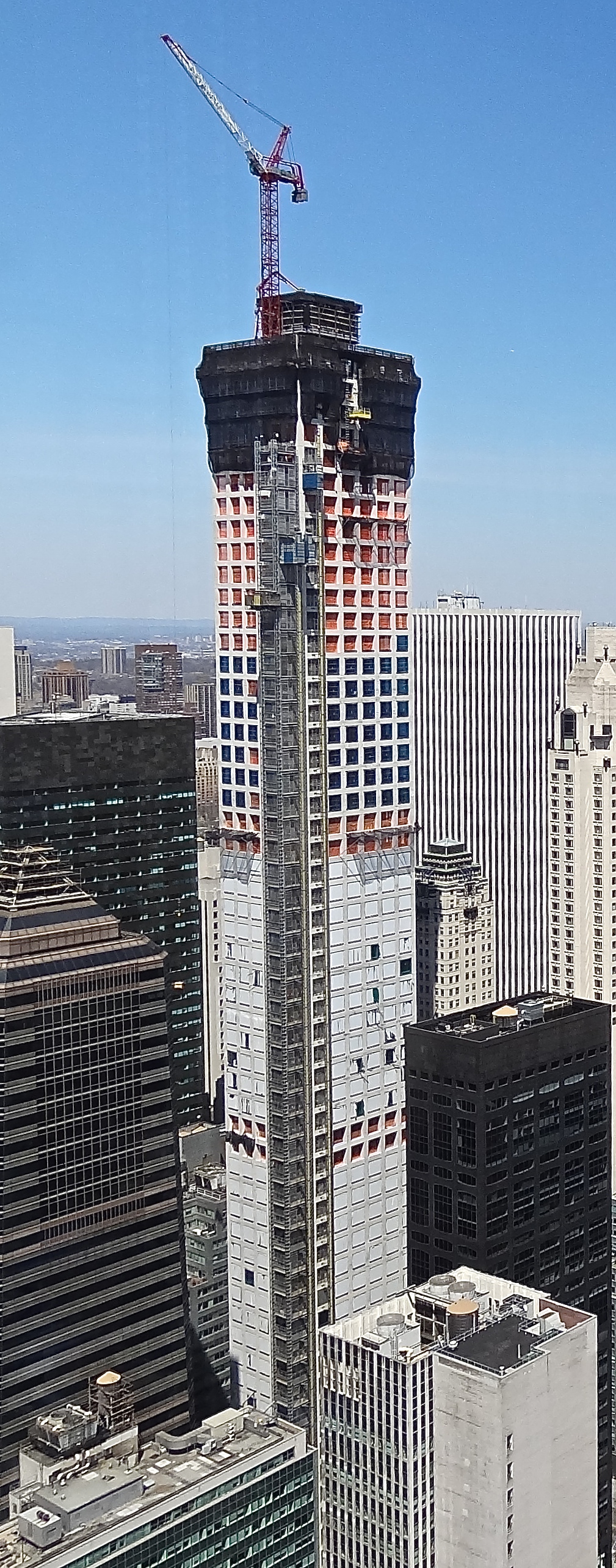
Duben 2014
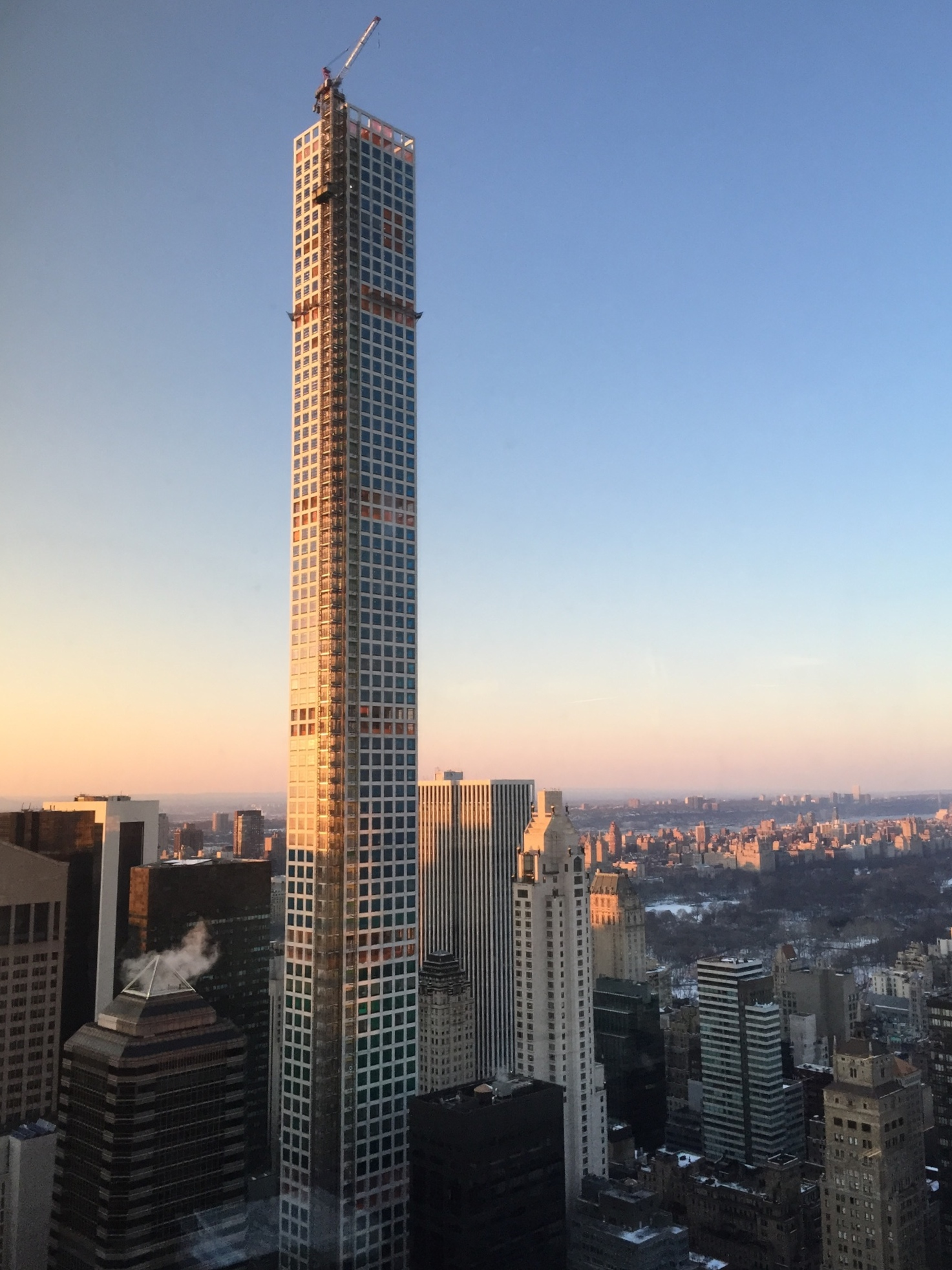
Březen 2015
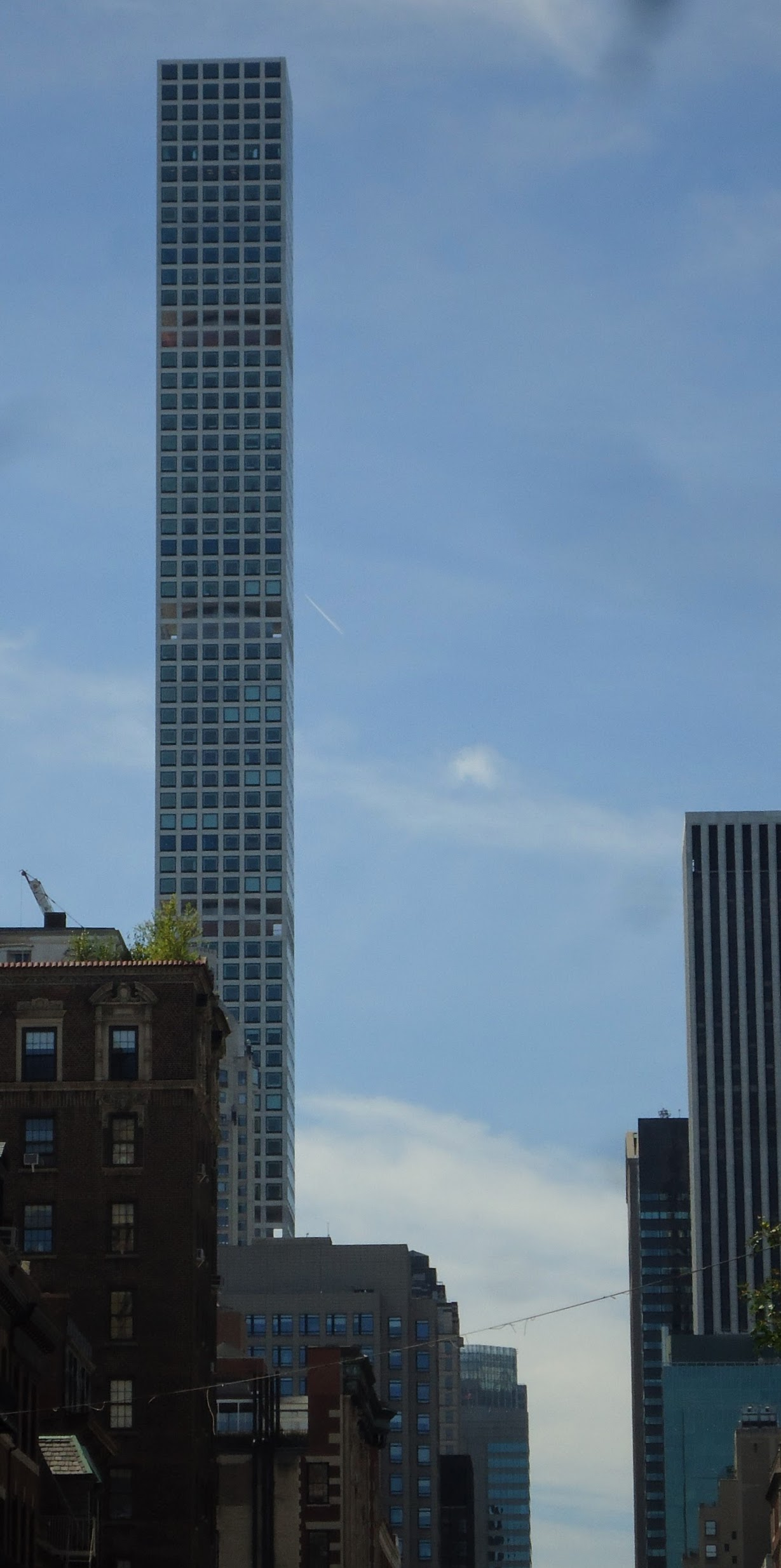
Září 2016
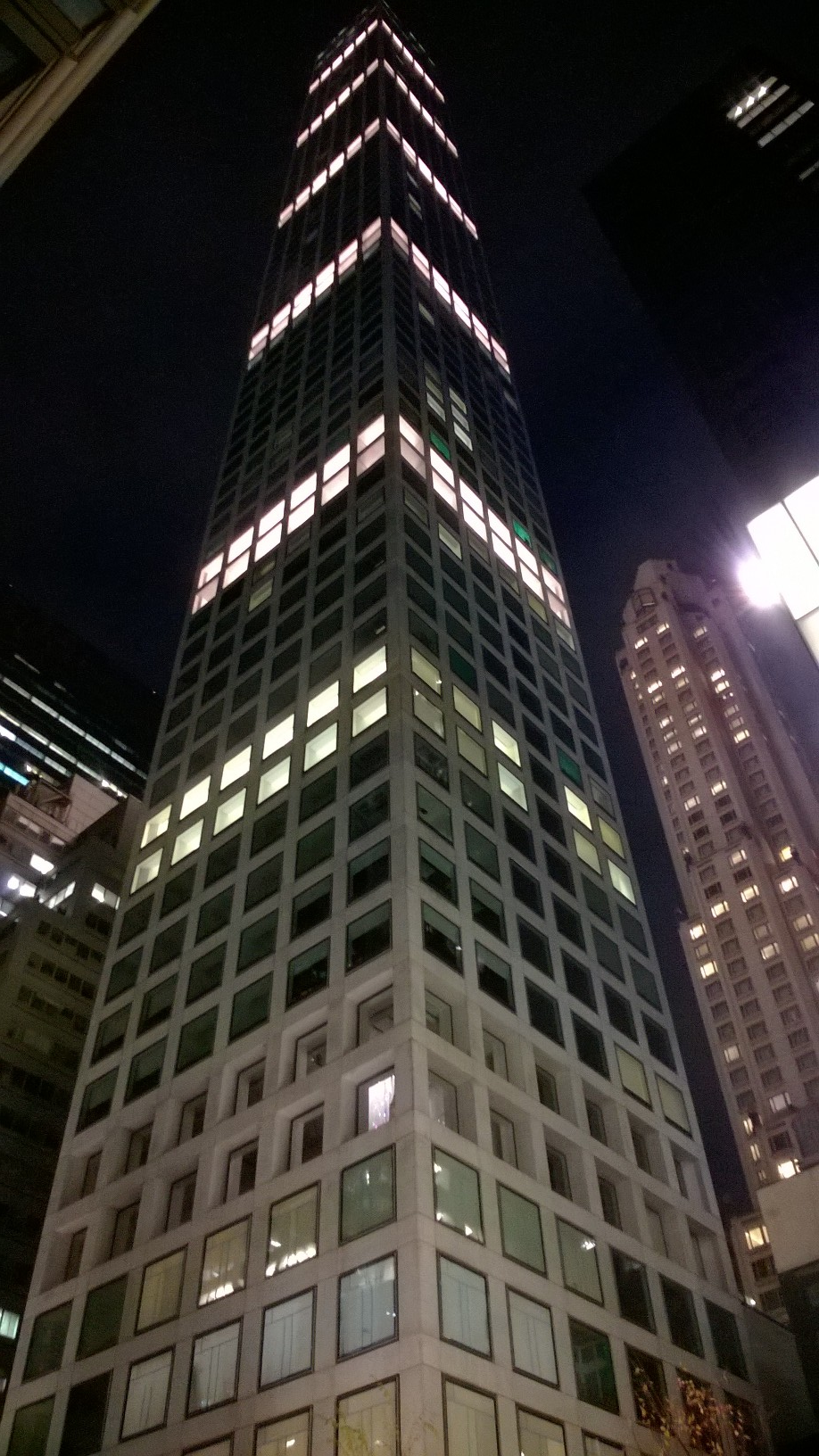
Listopad 2016 v noci